# Gelenktriebwagen NGT DXDD
Die Gelenktriebwagen NGT DXDD (Niederflurgelenktriebwagen Drehgestell 10 Achsen, Typ Dresden), bilden bei der Straßenbahn Dresden die dritte Generation von Triebwagen mit Niederflurtechnik. Bis Ende 2023 beschafften die Dresdner Verkehrsbetriebe (DVB) 30 dieser Triebwagen (21 Ein- und 9 Zweirichtungswagen). Aus der 10 Fahrzeuge umfassenden Option wurden drei Fahrzeuge bestellt und 2024 ausgeliefert. Die DVB führte zur Finanzierung der weiteren sieben Optionsfahrzeuge Gespräche mit dem Freistaat Sachsen. Ende Juli 2024 erfolgte eine Bekanntmachung zur Bestellung von sieben weiteren NGT DXDD, jedoch nicht durch Einlösung der Option, sondern als neuer Auftrag per Direktvergabe.
Die Wagen werden bei Alstom (vormals Bombardier Transportation) in den Werken Bautzen und Görlitz hergestellt und dem Typ Flexity Citytram Low-Floor zugeordnet. Inzwischen ordnet Alstom sie jedoch auch unter der Sammelbezeichnung Citadis Classic ein. Sie tragen die Nummern 2901 bis 2924 (24 Einrichtungs-, ER) und 2981 bis 2989 (9 Zweirichtungswagen, ZR). Bis zum 26. November 2024 gingen die ersten 33 Fahrzeuge in Betrieb.

## Geschichte
Bei Straßen- und Gleisbauarbeiten im Bereich der Dresdner Straßenbahn vergrößerte die DVB nach 1990 im Rahmen ihres Stadtbahnkonzepts die Gleismittenabstände von 2,50 auf 3 Meter, damit breitere Fahrzeuge eingesetzt werden können. Mit ihren 2,65 Meter breiten Wagenkästen sind die NGT DXDD 35 Zentimeter breiter als die Bestandsfahrzeuge, wodurch beidseits des Mittelgangs generell zwei Sitze nebeneinander angeordnet werden können. Die Triebwagen wurden ab dem 26. November 2022 auf der Linie 2 eingesetzt, wo der Gleismittenabstand schon durchgehend erweitert wurde. Seit dem 22. Juni 2023 verkehren sie auch auf der Linie 3. Auf einem kurzen Abschnitt der Großenhainer Straße existiert noch ein Gleismittenabstand von 2,50 Metern. Dieser wird mittels einer provisorischen Signalanlage gesichert, um eine Begegnung der dort zu breiten Züge auszuschließen. Die Engstelle soll im Jahr 2026 beseitigt werden. Seit dem 11. August 2025 werden die Wagen auch auf der Linie 9 eingesetzt. Ein Einsatz auf dieser Linie wurde möglich, da ab dem Postplatz die östlichen Linienäste der Linien 4 und 9 getauscht wurden. Die Linie 4 verkehrt seitdem zwischen Weinböhla und Prohlis, die Linie 9 zwischen Kaditz und Laubegast.
Später sollen die Fahrzeuge auch auf der stark frequentierten Linie 7 eingesetzt werden. Allerdings ist dafür noch der seit Mitte der 1990er Jahre geplante Ausbau der Königsbrücker Straße, der Ausbau der Königsbrücker Landstraße sowie der Ausbau der Kesselsdorfer Straße erforderlich. Die Wagenkästen sind im unteren Bereich seitlich eingezogen, sodass die bestehenden Bahnsteige ohne wesentliche Anpassung weiter genutzt werden können.

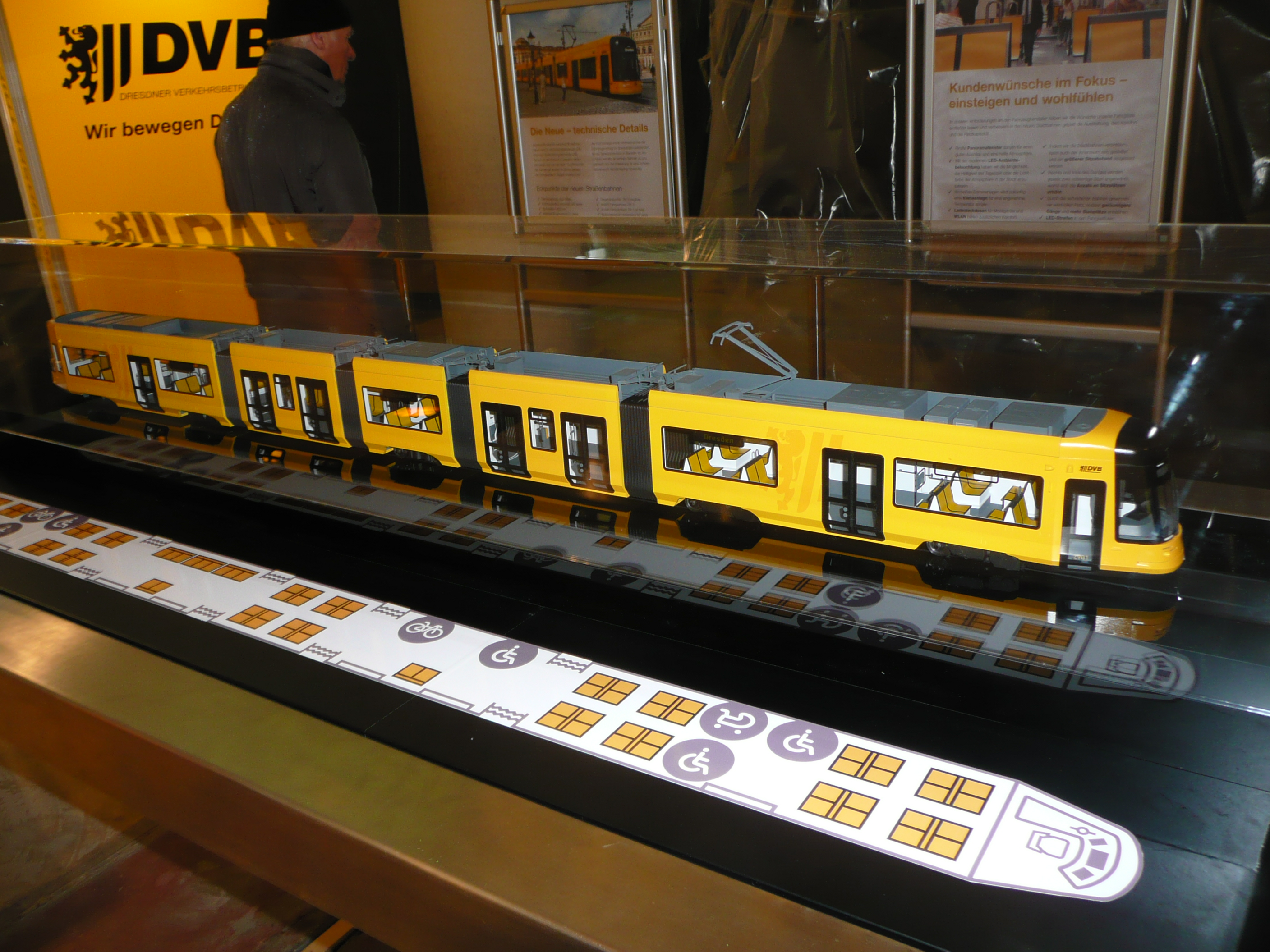
Modell eines NGT DX DD

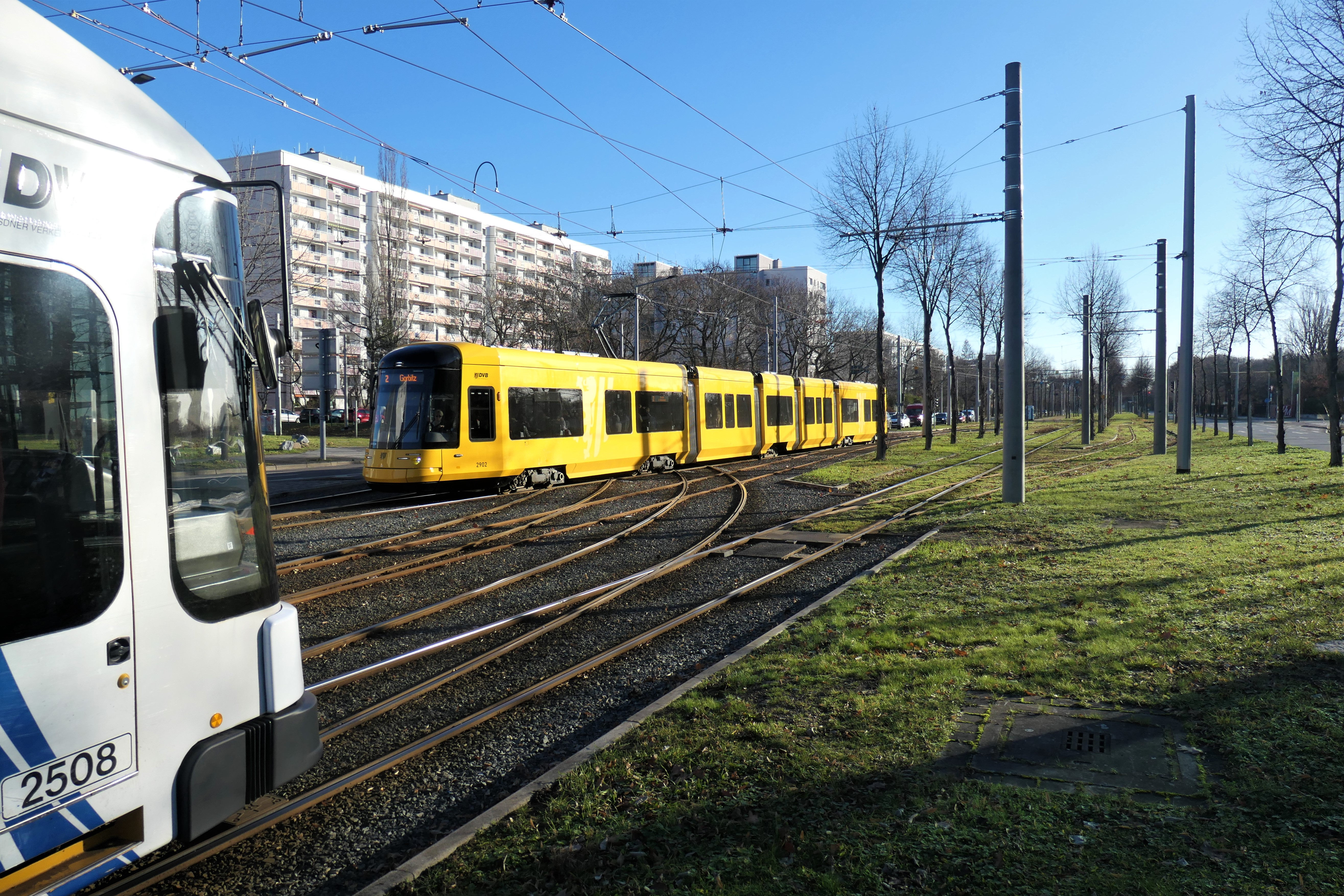
NGT DXDD 2902 im Linieneinsatz an der Haltestelle Straßburger Platz

Am 8. Januar 2020 wurde im Verkehrsmuseum Dresden zum ersten Mal ein 1:1-Modell des vorderen ersten Wagenteils der Öffentlichkeit vorgestellt. Die Fertigung der Fahrzeuge erfolgt dann in den Bombardier-Standorten Görlitz, Bautzen, Wien und Siegen, die Endmontage in Bautzen. Am 17. September 2021 wurde der erste Triebwagen an die DVB ausgeliefert. Auf eine Ausstattung der Wagen mit WLAN wurde im Gegensatz zu einer früheren Ankündigung zunächst verzichtet.
Die DVB stellten den ersten Triebwagen mit der Nummer 2901 vom 1. bis zum 3. Oktober 2021 im Betriebshof Gorbitz in einem Rollout zahlreichen geladenen Gästen, der Presse und der Öffentlichkeit mit einer Lasershow vor. Die erste Fahrt im Linienbetrieb ist am 26. November 2022 um 16:02 mit 2902 aufgenommen worden.
Zum Jahreswechsel 2022/2023 konnten vier Wagen (2901–2903, 2906) im Linienbetrieb mit Fahrgästen beobachtet werden. Der Linienbetrieb zog sich hin bis zu diesem Termin durch diverse Nacharbeiten an der Elektronik, die für den Fahrgastbetrieb unablässig ist. Die Fahrzeuge ersetzen die letzten eingesetzten Tatra-Triebwagen und die ersten Straßenbahnen des Typs Gelenktriebwagen NGT6DD.

## Konstruktion
Ein Fahrzeug besteht aus fünf Wagenteilen. Die beiden Endwagen laufen auf je zwei Triebdrehgestellen, der kurze Mittelwagen auf einem antriebslosen Laufgestell. Dazwischen sind zwei laufwerkslose Wagenteile mit niederflurigen Böden eingehängt. Als Anfahrbeschleunigung wird ein Wert von 1,14 m/s², als Bremsverzögerung 1,2 m/s² angegeben. Die maximal zu befahrende Steigung beträgt 80 ‰.
Die Drehgestelle sind vom gleichen Typ wie bei den Flexity Swift für Göteborg und Melbourne, allerdings abweichend mit luftgekühlten Asynchron-Motoren. Der Antrieb ist vollständig abgefedert, Motoren und Getriebe befinden sich im Unterschied zu den älteren Dresdner Fahrzeugen außen an den Radsätzen. Das Fahrwerk des Mittelwagens ist um etwa 2° gegenüber dem Wagenkasten verdrehbar. Die Seitenwände sowie das Dach bestehen aus Edelstahl und sind integral mit dem Unterbau aus Schwarzstahl verschweißt.
Gegenüber den ab 2003 gelieferten, 45 Meter langen NGT D12DD der zweiten Generation können die etwa 43 Meter langen NGT DX DD rund 30 Fahrgäste mehr und somit maximal 290 Personen aufnehmen. Die Zahl der Sitzplätze ist jedoch mit 97 statt 112 Plätzen geringer. Die neuen Fahrzeuge bieten einen Niederfluranteil von 65 %. Die Fußbodenhöhe beträgt im Einstiegsbereich 280 mm, im sonstigen Niederflurbereich 325 mm und über den Drehgestellen 530 mm. Die Fahrgasträume sind mit drei Klimaanlagen ausgerüstet. Diese befinden sich auf dem Dach der Endwagen und auf dem Mittelwagen. Ihre Leistung wird in Abhängigkeit des gemessenen CO2-Werts angesteuert. Die LED-Beleuchtung kann farblich variiert werden.
Über den Fahrgestellen befinden sich 3,3 Meter breite und 1,3 Meter hohe Panoramafenster.
Ein Fahrzeug kostet rund 4,2 Millionen Euro.

## Einsatz
Mit Stand August 2025 verkehren die Wagen nur auf den Linien 2, 3 und 9. Auf allen anderen Linien (außer der Linie 10) müssen noch Engstellen mit geringem Gleismittenabstand beseitigt werden. Konkrete Planungen dazu gibt es auf den Strecken der Linien 6, 7, 8 und 12. Konkrete Termine zum Beginn des Linieneinsatzes auf diesen Linien sind (Stand: August 2025) nicht bekannt. Auf den Linien 6 und 12 wird ein Einsatz nicht vor 2030 erwartet. Für diese Linien gibt es Ausbauplanungen auf der Loschwitzer Straße und der Gerokstraße.
In der Vergangenheit sind die NGT DXDD während Baumaßnahmen auch schon abschnittsweise auf den Linien 1, 4, 10 und 11 zum Einsatz gekommen.
Aktuell (Stand: Juli 2025) sind die Wagen 2902, 2919, 2921, 2981 und 2989 unfallbedingt bis auf Weiteres abgestellt. Die ersten beiden Teile des Wagens 2902 wurden infolge eines schweren Unfalls dem Hersteller im September 2024 zur Wiederaufarbeitung übergeben.